# دمای عملیاتی
دمای عملیاتی یا دمای قابل کارکرد (انگلیسی: operating temperature) دمایی است که در آن دستگاه برقی یا مکانیکی می‌تواند کار کند. اگر دستگاه در درمای مطلوب که بر روی دستگاه یا دفترچه راهنمای یا جعبه آن قید شده‌است قرار گیرد بهره آن نیز افزایش می‌یابد. معمولاً هر دستگاه محدوده دمای قابل کارکرد دارد که با نام دمای قابل کارکرد مینیم یا دمای قابل کارکرد ماکسیمم شناخته می‌شود. اغلب اگر دستگاه در خارج از محدوده دامای قابل کارکرد استفاده شود خراب می‌شود.